# Coloplast
Coloplast est une entreprise danoise. Fondé en 1957, le groupe est spécialisé dans la production, la commercialisation et la distribution de dispositifs médicaux visant à faciliter la vie des personnes souffrant d’altérations physiques intimes.
Son siège social est basé à Humlebæk. Coloplast emploie plus de 12 000 collaborateurs répartis dans 41 pays. Ses produits et services sont commercialisés dans 139 pays. Le groupe possède 8 sites de production : 1 au Costa-Rica, 1 en France, 1 au Danemark, 2 en Hongrie et 1 en Chine.
Le groupe est coté à la Bourse de Copenhague et fait partie de l'indice C20.

## Histoire
L’histoire de Coloplast a commencé en 1954. Elise Sørensen est infirmière. Sa sœur Thora vient de subir une colostomie et refuse de sortir de chez elle, redoutant que sa stomie ne fuie en public. À l’écoute des problèmes de sa sœur, Elise a l’idée de la première poche de stomie adhésive.
Fidèle à l’idée d’Elise, l’ingénieur civil et fabricant de plastique, Aage Louis-Hansen, crée avec l’aide de sa femme infirmière, Johanne Louis-Hansen, une poche de stomie. Une poche de stomie qui donne à Thora, et à des milliers d’autres personnes dans le même cas, la possibilité de vivre la vie qu’elles souhaitent.
En novembre 2021, Coloplast annonce l'acquisition pour 2,5 milliards de dollars d'Atos Medical, spécialisée dans la laryngectomie qui appartenait à PAI Partners.

## Activité
Coloplast commercialise ses produits et services à l’échelle mondiale. Les produits sont distribués via les professionnels de santé dans les hôpitaux, les institutions, les grossistes et les revendeurs. Sur certains marchés, les produits peuvent être livrés directement aux consommateurs finaux (à domicile). En France, ce service est possible grâce à la filiale de distribution Lilial.
Le groupe intervient dans quatre domaines d’activité :
- Soin des stomies : leader mondial sur ce segment, Coloplast représente 40% de la part de marché mondial avec un portefeuille d’appareillages conçus pour réduire les fuites et maintenir une peau saine.
- Soin des troubles de la continence : également leader mondial sur la continence avec 36% de part de marché, Coloplast développe des solutions pour les troubles de la vessie et de l’intestin.
- Soin des plaies & de la peau : depuis 2012, Coloplast développe une gamme complète de pansements techniques visant à minimiser le nombre de jours avec des plaies.
- Urologie Interventionnelle : à la suite du rachat la société française Porgès en 2006, le groupe propose un large portefeuille de dispositifs à destination des chirurgiens visant à traiter les pathologies urologiques et gynécologiques.

## Principaux actionnaires
Au 17 décembre 2019:
| Niels Peter Louis-Hansen           | 33 492 000 | 16,9% |
| Aage og Johanne Louis-Hansens Fond | 20 976 000 | 10,6% |
| ATP Fondsmaeglerselskab            | 8 711 985  | 4,40% |
| Benedicte Anne Find                | 6 612 000  | 3,34% |
| Capital Research & Management WI   | 5 066 683  | 2,56% |
| DWS Investments                    | 3 889 686  | 1,96% |
| The Vanguard Group                 | 3 800 604  | 1,92% |
| Coloplast (auto-contrôle)          | 3 638 703  | 1,84% |
| Invesco Advisers,                  | 3 378 259  | 1,71% |
| Fidelity Management & Research     | 3 164 728  | 1,60% |